# Skylines (film)
Pour les articles homonymes, voir Skyline.
Ne doit pas être confondu avec Skylines (série télévisée).
Série Skyline
Beyond Skyline
(2017) Skyline: Warpath
(2025)
Pour plus de détails, voir Fiche technique et Distribution.
Skylines (parfois typographié SKYLIN3S,) est un film britanno-américain réalisé par Liam O'Donnell et sorti en 2020.
Le film débute cinq ans après la guerre contre les extraterrestres, alors qu'un virus menace les hybrides aliens alliés des Humains. Rose Corley et son équipe de soldats d'élite embarquent dans une mission vers un monde extraterrestre pour les sauver.
Le film est présenté en avant-première mondiale au London FrightFest Film Festival (en) 2020. Depuis février 2021, il est disponible sur Amazon Prime Vidéo.
Il s'agit du troisième film d'une franchise débutée en 2010 avec Skyline. Un quatrième volet préquelle, Skyline: Warpath (en), est prévu pour 2025.

## Synopsis
Reprenant peu de temps après le film précédent Beyond Skyline, Rose dirige la flotte humaine contre les extraterrestres. Désormais appelés "Harvesters", les extraterrestres sont à bord de l'Armada, un vaisseau-mère en orbite autour de la Lune. Après avoir percé les lignes ennemies, Rose se fige avant de pouvoir tirer et l'un de ses navires est détruit. Alors que les extraterrestres se préparent à tirer sur Terre, Rose est obligée de détruire l'un de ses propres navires lorsqu'il entre dans le feu croisé. Elle sacrifie des milliers d'humains, mais réussit à détruire l'Armada. En proie à la culpabilité, Rose disparaît tandis que l'humanité se reconstruit, vivant aux côtés de milliards de «pilotes», des hybrides extraterrestres-humains libérés.
Cinq ans après la bataille, Rose vit dans une ville de tentes près des ruines de Londres, évitant les forces de résistance qui la recherchent et gardant les effets du vieillissement de sa nature hybride à distance grâce à des transfusions sanguines hyper-oxygénées préparées par son amie le Dr. Mal. Une pandémie virale frappe les Pilotes et toute personne utilisant des membres de Pilote transplantés. Le virus mange les pilotes vivants tout en les ramenant à leur état sauvage après un lavage de cerveau. Le chef de la résistance, Leon, capture Rose et l'amène devant le général Radford qui révèle que le cœur de l'Armada s'est déformé vers Cobalt One, le monde natal des Harvesters, avant la destruction du navire. Ce n'est qu'avec le moteur central de l'Armada qu'ils ont une chance de sauver les pilotes. Rose accepte à contrecœur de rejoindre la mission.
À Cobalt One, le vaisseau de l'équipe s'écrase après une collision qui le laisse fonctionner sur une alimentation de secours. L'équipage de Rose, son frère adoptif pilote Trent, Leon, Owens et Alexi trouvent la planète remplie de corps de Harvesters morts. Il existe également d'étranges créatures de l'ombre qui semblent être des mutations des Moissonneurs. Alexi est grièvement blessée et se sacrifie avec une grenade à impulsion pour les tuer. L'équipe parvient à atteindre l'Armada où Rose est brièvement possédée par la Harvester Matriarch, qui accuse les humains de venir détruire son espèce. Trent aide Rose à se libérer du contrôle de la matriarche et Rose se rend compte que l'influence télépathique de l'extraterrestre est ce qui l,a fait geler pendant la guerre. Maintenant n'ayant plus peur de qui elle est, Rose embrasse ses pouvoirs et vole le cœur. Cependant, Owens trahit les autres, infecte Trent avec le virus et s'enfuit avec le disque dur.
Rose et Leon découvrent plus tard que Radford a bombardé Cobalt One avant leur arrivée avec une arme biologique, le même virus qui infecte les pilotes sur Terre. Alors que les deux reviennent à bord du navire, Radford utilise le lecteur central pour détruire Cobalt One et les Harvesters dans un acte de génocide. Il leur révèle que le virus était destiné à euthanasier pacifiquement les pilotes et à détruire les Harvesters, mais il a eu l'effet secondaire involontaire de ramener les pilotes dans leur état de lavage de cerveau. Après être également montée à bord du navire, la matriarche tue Radford, dans l'intention de détruire la Terre pour se venger. Après avoir réalisé la vérité sur le virus, Owens attaque Zhi, qui parvient à le combattre. Alors que le vaisseau entre dans un trou de ver, Owens tombe dans un champ d'énergie et se désintègre. Trent, que Leon parvient à ramener à la normale, frappe également la matriarche, mais la majeure partie de son corps est désintégrée au cours du processus.
Sur Terre, Mal travaille sur un remède, mais les pilotes infectés attaquent avant qu'elle ne puisse finir de le tester. Les résidents, dont Mal, Kate, Grant et Huana, ripostent et parviennent à éliminer les pilotes attaquants au détriment de Grant et de plusieurs autres, pour qu'une armée de milliers d'autres approche de Londres. De retour juste à temps, Rose aspire tous les pilotes dans son vaisseau. Avec le remède de Mal et son vaisseau, ils ont maintenant le pouvoir de guérir tous les pilotes infectés dans le monde.
Dans la foulée, Mal transplante le cerveau de Trent dans un nouveau corps de pilote, le sauvant. Zhi pirate les dossiers personnels de Radford et découvre l'emplacement d'une prison où Radford avait détenu toute personne qu'il considérait comme un ennemi de l'État, y compris le père de Rose et Trent, Mark Corley, disparu depuis longtemps. Rose ordonne de mettre le cap sur la prison, dans l'intention de sauver son père adoptif.

## Fiche technique
Sauf indication contraire, les informations mentionnées dans cette section peuvent être confirmées par la base de données cinématographiques IMDb,  présente dans la section « Liens externes ».
- Titre original et français : Skylines
- Titre québécois : Nouveaux Horizons
- Réalisation : Liam O'Donnell
- Scénario : Liam O'Donnell, d'après les personnages créés par Joshua Cordes, d'après une histoire de Matthew E. Chausse et Liam O'Donnell
- Musique : Ram Khatabakhsh
- Direction artistique : Perrine Lejeune
- Décors : Cédric Van Eesbeek
- Costumes : Lena Mossum
- Photographie : Alain Duplantier
- Son : Tushar Manek, Sven Taits, Brian Gilligan
- Montage : Barrett Heathcote
- Production : Matthew E. Chausse, Liam O'Donnell et Greg et Colin Strause
  - Production exécutive : Nicolas George et Kestutis Drazdauskas (Lituanie)
  - Production déléguée : Nick Barnett, Nate Bolotin, Mitch Budin, Alastair Burlingham, Jordi Camps, Maxime Cottray, Benni Diez, Charles Dorfman, David Gilbery, Arianne Fraser, Richard Goldberg, Jon Gosier, Leo Haidar, Peter Hampden, Peter Jarowey, John Jencks, Evangelo Kioussis, Joseph Lanius, Norman Merry, Daniel Negret, Jean-Jacques Neira, Delphine Perrier, Gary Raskin, Phil Rymer, Jay Taylor, Marlon Vogelgesang, Simon Williams et Joe Simpson
  - Production associée : Shirine Best et Scott Weinberg
  - Coproduction déléguée : Alana Crow, Anita Levian et Laura Voros
- Sociétés de production[3],[4] :
  - Royaume-Uni : Ingenious Media, Lipsync Productions et Media Finance Capital[4]
  - France : Mirabelle Pictures Productions ; Artbox production (coproduction)
  - Espagne : Fasten Films (coproduction)
- Société de distribution :
  - Royaume-Uni : Vertical Entertainment (DVD et Blu-Ray)
  - États-Unis : Lionsgate Home Entertainment (DVD et Blu-Ray)
  - France : AB Vidéo (DVD et Blu-Ray)
- Pays de production :  Royaume-Uni,  États-Unis
- Langue originale : anglais
- Format[5] : couleur - D-Cinema - 2,39:1 (Cinémascope) - son Dolby Digital
- Genre : science-fiction, action, aventures, catastrophe
- Durée : 113 minutes
- Dates de sortie[6] :
  - Royaume-Uni : 25 octobre 2020 (Festival du film de Londres FrightFest)
  - États-Unis, Canada : 18 décembre 2020 (Apple TV et sortie limitée en salles)
  - France : 1er février 2021 (Prime Video)[7]
- Classification[8] :
  - États-Unis : interdit aux moins de 17 ans (R – Restricted) [Note 1].
  - Royaume-Uni : interdit aux moins de 15 ans (15 - Suitable only for 15 years and over)[9].
  - Québec : 13 ans et plus (13+ / 13 years and over).

## Distribution
- Lindsey Morgan (VF : Ingrid Donnadieu) : Rose Corley
- Jonathan Howard (VF : Donald Reignoux) : Leon
- Daniel Bernhardt (VF : Laurent Maurel) : Owens
- Rhona Mitra (VF : Françoise Cadol) : Dr. Mal
- James Cosmo : Grant
- Alexander Siddig : le général Radford
- Yayan Ruhian : Huana
- Gustave Steinberg : Hugo

## Accueil
Sur l'agrégateur américain Rotten Tomatoes, il récolte 80% d'opinions favorables pour 5 critiques et une note moyenne de 6⁄10.

## Distinctions
- Festival du film de science-fiction d'Autres mondes d'Austin (Other Worlds Austin SciFi Film Festival) 2020 : Prix Parsec des meilleurs effets visuels décerné à Fito Dellibarda[11]